# 富士宮市立西富士中学校
富士宮市立西富士中学校（ふじのみやしりつ にしふじちゅうがっこう）は、静岡県富士宮市上井出にある公立中学校である。芝山区の避難所に指定されている。
略称は「西富士」

## 通学区域
上井出区 芝山区 人穴区 内野区 原区 半野区 狩宿区  北山4区（1町内1班）